# Japońskie kryształy

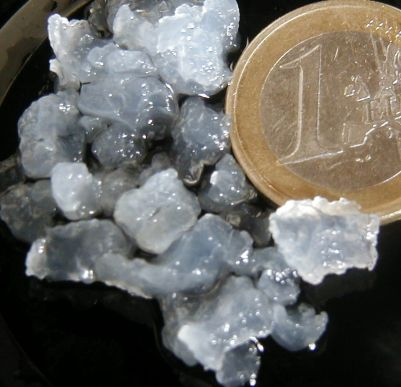
Kolonia japońskich kryształów

Japońskie kryształy (znane również jako algi, algi morskie, water kefir grains, water kefir crystals, seaweed, tibicos, tibi kernel, graines vivantes, grains de kéfir) – mikroorganizmy zdolne do fermentacji, będące koloniami bakterii (Lactobacillus, Streptococcus, a także Pediococcus i Leuconostoc) i drożdży (Saccharomyces, Candida, Kloeckera i prawdopodobnie jeszcze co najmniej dwa gatunki).
Ich pochodzenie nie jest znane – wiadomo jednak, że występują w Meksyku na liściach opuncji, gdzie mają pod dostatkiem swego naturalnego pożywienia, czyli wody z cukrem. Ich nazwa w tamtym regionie to Tibi albo Tibicos. Aktualnie hodowane są na całym świecie, a skład mikrobiologiczny poszczególnych kolonii może znacznie się różnić. Wbrew niektórym nazwom („algi” itp.) nie mają nic wspólnego z prawdziwymi algami.
Mają formę dość kruchych „kryształków” o znacznej przejrzystości, łatwo barwiących się w sokach bogatych w intensywne barwniki (np. sok z ciemnych winogron). Masa „kryształków”, czyli kolonia bakteryjno-drożdżowa, jest zbudowana głównie z dekstranu – polisacharydu powstałego z cząsteczek glukozy. „Kryształki kefiru wodnego”, w przeciwieństwie do tych, które wytwarzają kefir mleczny, nie syntetyzują kefiranu, który jest podobnie jak dekstran polisacharydem (zbudowany zarówno z glukozy, jak i galaktozy).

## Zastosowanie
Z hodowli japońskich kryształów otrzymuje się orzeźwiający napój – kefir wodny. Jest to produkt uboczny metabolizmu tych symbiotycznie żyjących bakterii i drożdży. Powstaje z posłodzonej wody, soków owocowych i suszonych owoców. Kefir wodny zawiera m.in. dwutlenek węgla, alkohol etylowy i kwas mlekowy.  
Posiadają również właściwości absorpcyjne metali ciężkich rozpuszczonych w wodzie. Zdolność ta jest najbardziej zauważalna w przypadku optymalnych warunków rozwoju kolonii. 

## Hodowla

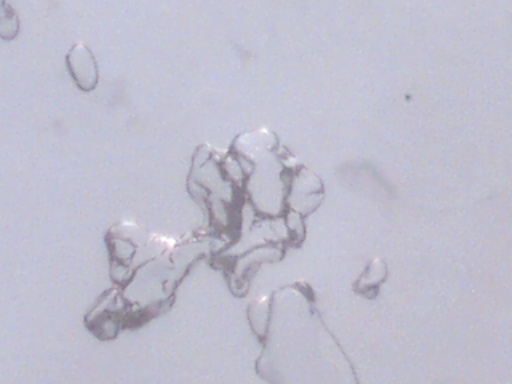
Grudki tworzone przez „algi”, powiększenie 200x

Kefir wodny jest produkowany komercyjnie na masową skalę, może być także hodowany w warunkach domowych. Wystarczy bez używania metalowych przedmiotów co 1–4 dni podmieniać roztwór, w którym znajdują się rozwijające się kolonie. Optymalny czas fermentacji to 24–48 godzin w temperaturze między 20 a 25 °C – wówczas kefir wodny smakuje jak bezalkoholowy szampan. Po tym czasie napój traci na wartości, nabierając drożdżowego posmaku. Ważnym czynnikiem wpływającym na końcowy skład napoju jest również skład mikrobiologiczny kolonii. 
- Hodowlę należy prowadzić w szklanym lub plastikowym słoju, który nie będzie szczelnie zamykany (podczas fermentacji powstaje dwutlenek węgla, który może rozsadzić zakręcone naczynie).
- Masowy skład roztworu wodnego: 6-10% źródła sacharozy (np. cukru lub melasy) i 6-30% japońskich kryształów[3]. Zastosowany cukier nie ma znaczącego wpływu na szybkość i jakość rozwoju kryształów, zmienia on natomiast skład biomasy i smak napoju[6][3].
- Dodatkowo do naczynia z hodowlą można dodać świeże owoce takie jak cytryna, soki lub suszone owoce np. rodzynki, ananasy, figi i daktyle[7][3].
- „Kryształki” nie powinny być narażane na kontakt z metalowymi przedmiotami (szczególnie należy unikać aluminium). Pierwszy powód to kwaśne środowisko fermentującego roztworu, w którym może dochodzić do reakcji między metalami i kwasami, co może powodować kumulację metali w organizmach osób pijących kefir. Drugi to zakłócenia w pracy mitochondriów drożdży obecnych w roztworze, do których może dojść wskutek kontaktu z metalem i które prowadzą do obumierania kolonii. Dlatego tradycyjne receptury produkcji kefiru wodnego zakazują używania przedmiotów metalowych.